# Distretto di Nishisonogi
Il distretto di Nishisonogi (西彼杵郡, Nishisonogi-gun?) è uno dei distretti della prefettura di Nagasaki, in Giappone.
Attualmente fanno parte del distretto i comuni di Nagayo e Togitsu.
| Controllo di autorità | VIAF (EN) 253247622 · NDL (EN, JA) 00408786 |